# 满铁抚顺图书馆
满铁抚顺图书馆（日语：満鉄撫順図書館）是曾存在于抚顺满铁附属地（今辽宁省抚顺市新抚区迎宾一路南侧）的图书馆。

## 历史

### 千金寨时期
抚顺满铁附属地最早的图书阅览室始于1909年（一说始于1910年），当时附设于一所简易的来客用旅馆，有藏书约2000册。1915年，改为可供满铁沿线日本居民使用的抚顺简易图书馆。:21916年时炭矿图书室藏书3963册，简易图书馆藏书384册。1918年，图书室和简易图书馆合并，称抚顺简易图书馆；此时图书馆向会员征收会费，每3个月收费0.45日元:2。1922年改称抚顺图书馆。:258
千金寨的抚顺图书馆位于敷岛广场附近，周围有多个公共设施。图书馆提供借出服务，但需收费。:1073,1074

### 永安台时期
1925年，新的图书馆在抚顺满铁附属地永安台落成，新图书馆占地4,500平方米，建筑面积668平方米，造价4.7万余日元。图书馆迁移到新馆。位于千金寨的旧馆址作为分馆，在1928年迁移到补习学校，1931年迁移到春日俱乐部。由于千金寨露天煤矿扩大，日本居民减少，千金寨分馆最终在1936年关闭。1937年末，随着日本在满洲国的治外法权取消，满铁附属图书馆也被移交给满洲国政府管理，改为奉天省抚顺市立图书馆。:258移交时有馆员9名，藏书30,382册，月平均来馆阅读者为5,193人次。:11

## 运营
图书馆学家大佐三四五在1930年就任馆长，不久抚顺图书馆开始发行《抚顺图书馆报》，提供新书介绍、活动介绍、统计数据，自馆长以下的图书馆职员也执笔专栏文章。
抚顺图书馆的外借服务是收费的，但馆方推行“积极贷出”，提供送书上门服务。1936年起实行“阅览预约”，借助满铁的铁道运输便利，允许读者预约其他满铁图书馆的书籍资料。为了有效地在馆间互通有无，馆长大佐三四五设计了专有的图书分类法，推动各满铁附属馆施行了图书分类和目录管理。
1938年继任馆长的历史学家渡边三三在业余时间对抚顺附近的高句丽山城进行了考古挖掘，并在抚顺图书馆设立了乡土资料室，并举办了“抚顺出土品時代別展览会”“高句丽坟墓壁画展”等活动。他也在馆报中连载了关于抚顺历史的专栏。历任其他馆长也多为学者。:4

## 关联条目
- 满铁大连图书馆
- 满铁奉天图书馆
- 满铁辽阳图书馆